# Arley (Alabama)
Arley es un pueblo del Condado de Winston, Alabama, Estados Unidos. En el censo de 2000, su población era de 290. 

## Demografía
En el 2000 la renta per cápita promedia del hogar era de $26.500$, y el ingreso promedio para una familia era de 31.000$. El ingreso per cápita para la localidad era de 12.822$. Los hombres tenían un ingreso per cápita de 25.750$ contra 16.667$ para las mujeres.

## Geografía
Arley está situado en 34°4′53″N 87°12′39″O / 34.08139, -87.21083 (34.081499, -87.210768).
Según la Oficina del Censo de los EE. UU., la ciudad tiene un área total de 2.80 millas cuadradas (7.25 km ²).